# Arne Nilstein
Arne Nilstein, född 10 maj 1920 i Stockholm, död 1 mars 2017, var en svensk politisk tjänsteman och administratör.

## Biografi
Efter studentexamen 1940 tog Nilstein pol. mag-examen 1945 och fil. lic-examen 1951. 
Han anställdes vid 41 års befolkningsutredning 1942, och blev amanuens och aktuarie vid Stockholms stads statistikkontor 1944 samt chef vid utredningsavdelningen i TCO 1948 och l:e sekreterare där 1961. År 1967 blev han förbundsdirektör i Svenska industritjänstemannaförbundet (SIF) fram till 1980. Han var därtill vice ordförande i TCO 1967-79.
Nilstein hade vid sidan av sin yrkeskarriär en rad specialuppdrag:
- 2:e vice ordförande i produktivitetsnämnden 1957,
- styrelseledamot i SPP 1961,
- ledamot försäkringsdomstolen,
- ledamot i 1952 års kommission för indirekta skatter,
- ledamot i svenska kommittén för nordiskt ekonomiskt samarbete, ledamot i indexnämnden 1954,
- ledamot i utredningsrådet 1954,
- styrelsesuppleant i försäkringsaktiebolaget Skandia 1954,
- ledamot i näringsfrihetsrådet 1957-59,
- ledamot i EFTA:s rådgivningskommitté,
- expert i 1944 års utredning rörande tandläkarutbildning,
- ledamot i 1946 års kommitté för sjuksköterskeutbildning,
- sakkunnig i 1954 års priskontrollutredning,
- ledamot i 1959 års undersökning av arbetstidsförkortningens verkningar,
- ledamot i socialpolitiska kommittén,
- ledamot i allmänna skatteberedningen,
- ledamot i delegationen för integrationsfrågor,
- ledamot i fakultetsberedningen för rätts- och samhällsvetenskaperna till 1969,
- ordförande i SPP 1981-88,
- styrelseledamot i OK Stockholm 1964-85,
- styrelseledamot i Sveriges investeringsbank 1967-80,
- styrelseledamot i Folksam 1971-85,
- styrelseledamot i Förvaltningsaktiebolaget Ratos 1973-82.